# 互惠稅則法
互惠稅則法（英語：Reciprocal Tariff Act，1934年6月12日頒布，ch. 474，48 Stat. 943，美國法典第19编 § 第1351節）是一部美國國會在1934年頒布的法律。該法為美國和單一的國家，特別是拉丁美洲國家之間的關稅協定談判提供了條件。該法作為一項結構性改革，旨在授權總統與外國談判，以降低關稅，進一步換取美國關稅的相互降低。這從結果上全面降低了關稅。
羅斯福總統於1934簽署了《互惠稅則法》（RTAA）。稅則法賦予總統與其他國家進行締結雙邊、多邊互惠貿易協定的權力。這部法律使得自羅斯福開始美國的外貿政策在全球範圍內開放。自那之後人們普遍相信，自由貿易政策的時代延續至今。
美國的關稅從內戰後到1920年代一直處於歷史高位。為應對經濟大蕭條，國會加快了其保護主義政策，最終形成了1930年的《斯姆特-霍利關稅法》。斯姆特-霍利關稅法是美國許多行業高關稅的集合。與此同時，歐洲國家也制定了貿易保護主義政策。許多經濟學家認為這些政策加劇了大蕭條。而互惠關稅法則標誌著美國脫離了貿易保護主義時代。美國對外國產品的關稅從1934年的平均46％下降到1962年的12％。